# 藤田宙靖
藤田 宙靖（ふじた ときやす、1940年（昭和15年）4月6日 - ）は、日本の法学者。元最高裁判所判事（2002年9月30日 - 2010年4月5日）。東北大学名誉教授、日本学士院会員。皇室会議議員。専門は行政法。法学博士（東京大学、1981年）。国立大学独立行政法人化の議論を深めた人物。東京都大田区出身。

## 略歴

### 学歴
- 1959年 - 東京教育大学附属高等学校（現・筑波大学附属高等学校）卒業
- 1963年 - 東京大学法学部卒業

### 職歴
- 1963年 - 東京大学法学部助手（学士助手）
- 1966年 - 東北大学法学部助教授
- 1977年 - 東北大学法学部教授
- 1994年 - 東北大学法学部長（1996年まで）
- 2001年 - 東北大学大学院法学研究科教授
- 2002年 - 東北大学名誉教授
- 2002年9月30日 - 最高裁判所判事
- 2010年4月5日 - 最高裁判所判事定年退官

#### 学外における役職
- 1996年 - 行政改革会議委員（1998年まで）
- 2000年 - 国地方係争処理委員会委員
- 2001年 - 国土審議会委員
- 2001年 - 情報公開審査会委員
- 2001年 - 中央教育審議会専門委員

## 判決
- 2003年（平成15年）12月25日、曽良ちゃん命名事件において「『曽』の漢字は古くから使われ、明らかに常用平易な文字に当たる。『曽』の字が使えないとしている戸籍法施行規則はその限りにおいて無効」とし「『曽良』の出生届を受理すべき」とした（全員一致）。この翌年2月23日に法務省は戸籍法施行規則を改正して『曽』を人名用漢字に追加した。
- 2005年（平成17年）9月11日に行われた衆議院総選挙（第44回衆議院議員総選挙）の小選挙区の区割規定が憲法14条1項等に反していたか。意見（合憲）
- 衆議院議員小選挙区選出議員選挙について候補者届出政党所属候補者と無所属候補者に対する選挙運動の差異を設けることは憲法14条1項等に反するか。意見（合憲）
- 国籍法3条1項準正要件が憲法14条1項に違反するか。違憲であるが多数意見とは見解を異にし、立法不作為による違憲であるとの意見を表明した。
- 日野「君が代」伴奏拒否訴訟（市立小学校の音楽教諭が、入学式において「君が代」斉唱のピアノ伴奏を行うこと校長から職務命令されたが、この職務命令は憲法第19条に違反するか。）反対意見（違憲・合憲性についてさらに審理を尽くさせるため、原審差し戻し）
- 2008年（平成20年）9月、西山事件に関連する国家賠償訴訟の上告を棄却した。
- 断交前の中華民国（台湾）が買収した留学生寮の所有権帰属が争われた光華寮訴訟で、第三小法廷の裁判長として、上告から20年ぶりに突如として審理を再開。断交時の35年前の時点から訴訟手続は中断していたとして、中断事由を看過した4つの下級審の審理・判決を違法とし、第一審から審理をやり直すよう命じる判決を下した（京都地裁に差し戻し）。この判決は、国際司法裁判所裁判官を27年間務めた小田滋弁護士率いる台湾側弁護団から「国際法上の知識及び歴史上の事実認識への理解を全く欠如した内容」と批判された。
- 生命保険を契約した夫と保険金の受取人に指定された妻が同時に死亡して子供もいない場合、誰が保険金を受け取れるのかが争われた2件の訴訟の上告審判決で、妻（指定受取人）の親族だけが受け取れる、との初判断を示した。そのうえで「夫の親族にも受け取る権利がある」と主張した保険会社や農協の上告を棄却した。
- 1953年（昭和28年）に団体の著作名義をもって公表された独創性を有する映画の著作物は、著作権法一部改正による著作権の保護期間の延長措置の対象となるものではなく、その著作権は2003年（平成15年）12月31日の終了をもって存続期間が満了し消滅したとの司法判断を示した。映画の著作権が2023年（令和5年）12月31日まで存続するという文化庁（日本政府）の見解を覆し、これによりいわゆる「1953年問題」に法的決着がついた。
- 1988年（昭和63年）から翌1989年（平成元年）にかけて発生した東京・埼玉連続幼女誘拐殺人事件で第三小法廷の裁判長として2006年（平成18年）1月17日に弁護側・被告人宮﨑勤の上告を棄却、死刑判決を確定させた。

## 人物

### 家族
父親の藤田一郎（旧姓・藪原、前名・榮）は、藤田組（現フジタ）社長藤田一郎の養子で、藤田組副社長や日本社会党衆議院議員をつとめた。

### 人柄
《この節の出典；》
好きな言葉
「己を知り、己を信ず」
印象に残った本
高島俊男『漢字と日本人』、金谷武洋『日本語に主語はいらない』、ヘレン・ミアーズ『アメリカの鏡・日本』、ロバート・S・マクナマラ『マクナマラ回顧録』、ジョン・ダワー『敗北を抱きしめて』。
趣味
ピアノ（小学一年生から高校二年生まで）、本多流弓術（大学生時代）、観世流謡曲・仕舞（助教授時代から教授時代前期まで）、スキー（高校以来現在まで）、水泳。

## 受賞・栄典
- 1993年 - 日本不動産学会著作賞（『西ドイツの土地法と日本の土地法』）
- 2006年 - ドイツ連邦共和国功労勲章大功労十字章
- 2010年 - ベルリン・フンボルト大学名誉博士号[4]
- 2011年 - 旭日大綬章[5]

## 著作

### 単著
- 『公権力の行使と私的権利主張：オットー・ベール「法治国」の立場とドイツ行政法学』（有斐閣、1978年）
- 『西ドイツの土地法と日本の土地法』（創文社 、1988年）
- 『行政法学の思考形式（増補版）』（木鐸社、2002年）
- 『行政法の基礎理論（上・下巻）』（有斐閣、2005年）
- 『行政組織法』（有斐閣、2005年）
- 『現代法律学講座 行政法1総論（第4版改訂）』（青林書院、2005年）
- 『最高裁回想録 学者判事の七年半』（有斐閣、2012年）
- 『行政法入門（第7版）』（有斐閣、2016年）
- 『新版　行政法総論』（青林書院、2020年）

### 編著
- 『憲法と行政法　小嶋和司博士東北大学退職記念』（良書普及会、1987年）
- 『憲法論集　樋口陽一先生古稀記念巻』（創文社 、2004年）